# 제모 남작
제모 남작(Baron Zemo)은 마블 코믹스가 출판하는 만화책의 등장인물이다. 마블 코믹스 내 수많은 작품에 출현하는데, 그 중에서도 특히 캡틴 아메리카 시리즈와 어벤저스 시리즈에서 중요 역할을 담당한다. 두 시리즈와 관련된 첫 번째 등장은 The Avengers #4 (1964년 3월)이며, 이후 Captain America #168 (1973년 12월)로 이어졌다. 《캡틴 아메리카: 시빌 워》(2016년 5월)에서 MCU 버전으로 재등장하였다.

## 마블 코믹스

### 하인리히 제모
하인리히 제모(Baron Heinrich Zemo)는 마블 코믹스 중 제 12대 제모 남작 캐릭터이다. 1900년 출생. 대부분의 인생을 독일 Zeulniz지역의 제모 성(Castle Zemo)에서 보냈다. 매우 좋은 교육을 받고 자랐으며 과학에 특별한 재능을 보였다. 일찍이 나치당에 가입하였으며 제 1차 세계 대전에 참전하여 군을 위한 신무기 개발을 담당하였다. 당시 동안 아내 힐다를 만나 결혼하였으며, 아들 헬무트 제모를 얻는다.
제2차 세계 대전이 일어나자 나치의 가장 뛰어난 과학자로서 '죽음의 광선총(death ray)'를 개발하였으나 1942년 닉 퓨리와 그의 부대 하울링 코만도스에 의해 파괴된다. 이 싸움에서 진 여파로 하인리히 제모는 전 세계적인 비난을 받게 된다. 독일에서까지 평판이 나빠져 수배자로 쫓기는 신세가 되어 아내와 아들을 데리고 잠적 생활을 한다. 이 시기를 기점으로 자신의 신분을 가리기 위해 붉은 후드 쓰기 시작했다. 이후에도 나치를 위한 무기 개발을 계속 하여 당시의 기술로는 한 번 접착되면 절대 녹이거나 제거할 수 없는 강력한 '접착제 X(Adhensive X)'를 개발하는데 성공하였다. 이를 나치에 제공하려 하였으나 캡틴 아메리카에 의해 발각된다. 대치 과정에서 캡틴 아메리카는 접착제의 공급을 막기 위해 방패를 던져 그것이 들어있는 통을 부수려 하였다. 그런데 접착제가 들어있는 통 옆에 하인리히 제모가 서 있는 바람에 그에게 접착제가 들이부어졌고, 결국 그는 영원히 붉은 후드를 벗을 수 없는 신세가 된다. 후드를 통해 보거나 듣거나 말할 수는 있었지만 입이 있는 부분에 구멍이 없어 평생 음식을 먹을 수 없었다. 정맥주사로 살아갈 수밖에 없어진 하인리히 제모는 미친 과학자가 되어 캡틴 아메리카와 전 인류를 증오하게 되고 만다.

### 헬무트 제모
헬무트 제모(Baron Helmut Zemo)는 마블 코믹스 중 제 13대 제모 남작 캐릭터이자 하인리히 제모의 아들이다. 원래는 순수하게 과학자의 삶을 살고 있었으나, 캡틴 아메리카와 그의 아버지의 죽음에 대한 리포트를 읽게 된다. 이후 가문의 재산과 그의 지능, 아버지가 남긴 업적을 바탕으로 아버지와 같은 빌런으로 변한다.

### 다른 제모 남작들
하인리히 제모와 헬무트 제모가 등장하기 전, 마블 코믹스에 출현하였던 제모 남작들이다. 순서대로 1대부터 11대이며 부자관계이다.
- Harbin Zemo - 1480년 첫 등장한 1대 제모 남작.[4]
- Hademar Zemo[5]
- Heller Zemo[5]
- Herbert Zemo[6]
- Helmuth Zemo[6]
- Hackett Zemo[6]
- Hartwig Zemo[6]
- Hilliard Zemo[6]
- Hoffman Zemo[7]
- Hobart Zemo[7]
- Herman Zemo[7]

## 마블 시네마틱 유니버스
헬무트 제모(Helmut Zemo)는 마블 시네마티 유니버스 캡틴 아메리카: 시빌 워의 빌런이다. 독일 배우 다니엘 브륄이 연기하였다. 마블 코믹스의 헬무트 제모를 바탕으로 만들어졌으나, 마블 코믹스와 MCU의 관계가 으레 그렇듯 캐릭터에서의 공통점은 없다.